# Gnophomyia acheron
Gnophomyia acheron är en tvåvingeart som beskrevs av Alexander 1950. Gnophomyia acheron ingår i släktet Gnophomyia och familjen småharkrankar. Enligt den finländska rödlistan är arten sårbar i Finland. Artens livsmiljö är friska och lundartade naturmoar. Inga underarter finns listade i Catalogue of Life.